# Gustaf Wahlbom
Johan Gustaf Wahlbom, född 3 april 1824 i Hovs socken, Västergötland, död 23 mars 1876 i Stockholm, var en svensk målare, tecknare, xylograf, silhuettklippare och tidskriftsredaktör.

## Biografi
Wahlbom var son till mjölnaren Carl Gustaf Wallbom (1788–1832) och fick tidigt hjälpa till med familjens försörjning genom att valla boskap i skogen. Där fick ha sina första intryck av naturens skönhet som han försökte bevara i form av teckningar. Hans gryende talang för teckning uppmärksammades av en godsägare som senare hjälpte honom till studier. Efter att han med många svårigheter lyckades ta sig till Stockholm togs han vård av överste Carl af Forsell som skaffade honom inträde vid Konstakademien. Under sin elevtid vid akademien hade han sina matdagar hos häradshövding Carl Hasselrot när denne var i Stockholm för sina riksdagsuppdrag. Han studerade vid akademien 1847–1856 och syns ha varit en lovande elev, han belönades med en jetong i principskolan 1846, lovord 1848 och 1855 samt den Tessinska medaljen från anatomiskolan 1854.

### Xylograf
Efter sin studietid var han verksam som xylograf och porträttecknare, men redan 1849 började han medarbeta med bidrag i Folkets Röst, liksom i tidskriften Fäderneslandet 1857–1861 och 1864–1868. Som xylograf anlitades han även tidskrifterna Aftonbladet och Frihetsvännen och han illustrerade några av Wilhelm Bäckmans sagoskildringar och Frans Hodells Visor och kupletter.

### Redaktör förSöndags-Nisse

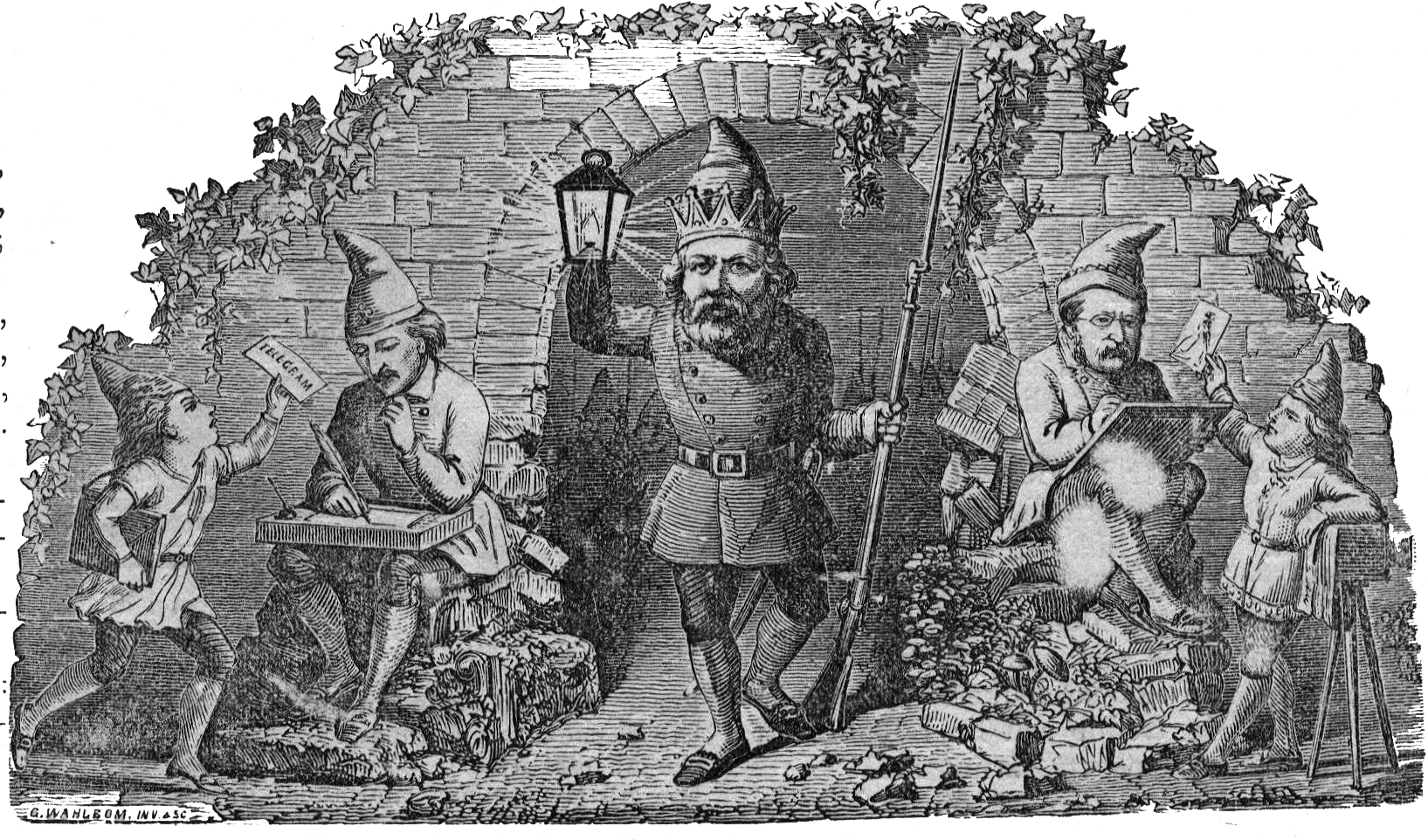
Söndags-Nisse. Vinjett 1878.

Wahlbom grundade den egna tidskriften Söndags-Nisse. Illustreradt Veckoblad för Skämt, Humor och Satir 1862 som han sedan drev fram till sin död. Under många år var han ensam som illustratör vid sidan av jobbet som förläggare och uppdragen som xylograf. Frans Hodell som efterträdde honom, har i en minnesteckning framhållit att Wahlbom genom självstudier förvärvat stor boklig bildning, att han var ytterst musikalisk och han var en virtuos på flöjt av olika Bellmanmelodier.
Gustaf Wahlbom är begravd på Norra begravningsplatsen utanför Stockholm.

## Verk
Wahlboms konst består av figurer och landskapsskildringar utförda i olja eller akvarell samt porträtt och skämtteckningar. Wahlbom är representerad vid Kungliga biblioteket och med flera porträtt vid Kungliga operan samt bland annat med ett porträtt av Marcus Larson vid Nationalmuseum i Stockholm.